# Friedrich Körner (Musikwissenschaftler)
Friedrich Körner (* 13. Dezember 1931 in Graz; † 6. August 2021) war ein österreichischer Trompeter, Bandleader und Pädagoge.

## Werdegang
Körner studierte Musikwissenschaft und Volkskunde an der Karl-Franzens-Universität Graz (Promotion 1964) sowie Trompete und Akkordeon am Landeskonservatorium in Graz. Er begann seine Musikerlaufbahn 1953 beim jazzambitionierten Kleinen Tanzorchester von Radio Graz unter Friedl Althaller, von 1956 bis 1965 war er Mitglied der Grazer Philharmoniker. 1961–63 folgte die Gründung und Leitung einer Jazzband, der New Austrian Big Band, die die personelle Grundlage für das Institut für Jazz bildete. Ab 1964 war er Lehrer an der Akademie/Hochschule für Musik und darstellende Kunst Graz. 1965 gründete er mit Dieter Glawischnig das Institut für Jazz und 1971 das Institut für Jazzforschung, dessen Leitung er bis 1992 innehatte.
Von 1971 bis 1992 war er Präsident der Internationalen Gesellschaft für Jazzforschung. 1972 wurde er zum ordentlichen Professor für Trompete und Jazzforschung  an der Hochschule für Musik und darstellende Kunst in Graz berufen. Gründung und Leitung weiterer Ensembles wie des Grazer Barocktrios (1990–96), des Swing und Musicalorchesters Graz (1986–95) oder des Swingtime Quartetts (ab 1997). Von 1971 bis 1997 war er als Landesmusikdirektor für die steirischen Musikschulen verantwortlich. Zwischen 1969 und 1975 war er der Herausgeber der beiden Publikationsreihen Jazzforschung/Jazz Research (Bd. 1–6/7) und Beiträge zur Jazzforschung/Studies in Jazz Research (Bd. 1–8), die in Zusammenarbeit mit der Internationalen Gesellschaft für Jazzforschung erscheinen. Er ist auf dem Friedhof St. Leonhard in Graz beigesetzt.

## Schriften
- Graz – Zentrum der Jazzforschung und Instrumentenkunde und Jazz. In: Jazzforschung 1 (1969)
- Ein Horn von Michael Nagel in Graz. In: Historisches Jahrbuch der Stadt Graz 2 (1969)
- Die Trompete im 20. Jahrhundert. In: Instrumentenbau-Zeitschrift H. 6 (1970)
- Geschichte des Institutes für Jazz in Graz. In: Jazzforschung 3/4 (1971/72)

## Auszeichnungen
- 1992: Bürger der Stadt Graz[4]